# Зінджирлікую (цвинтар)

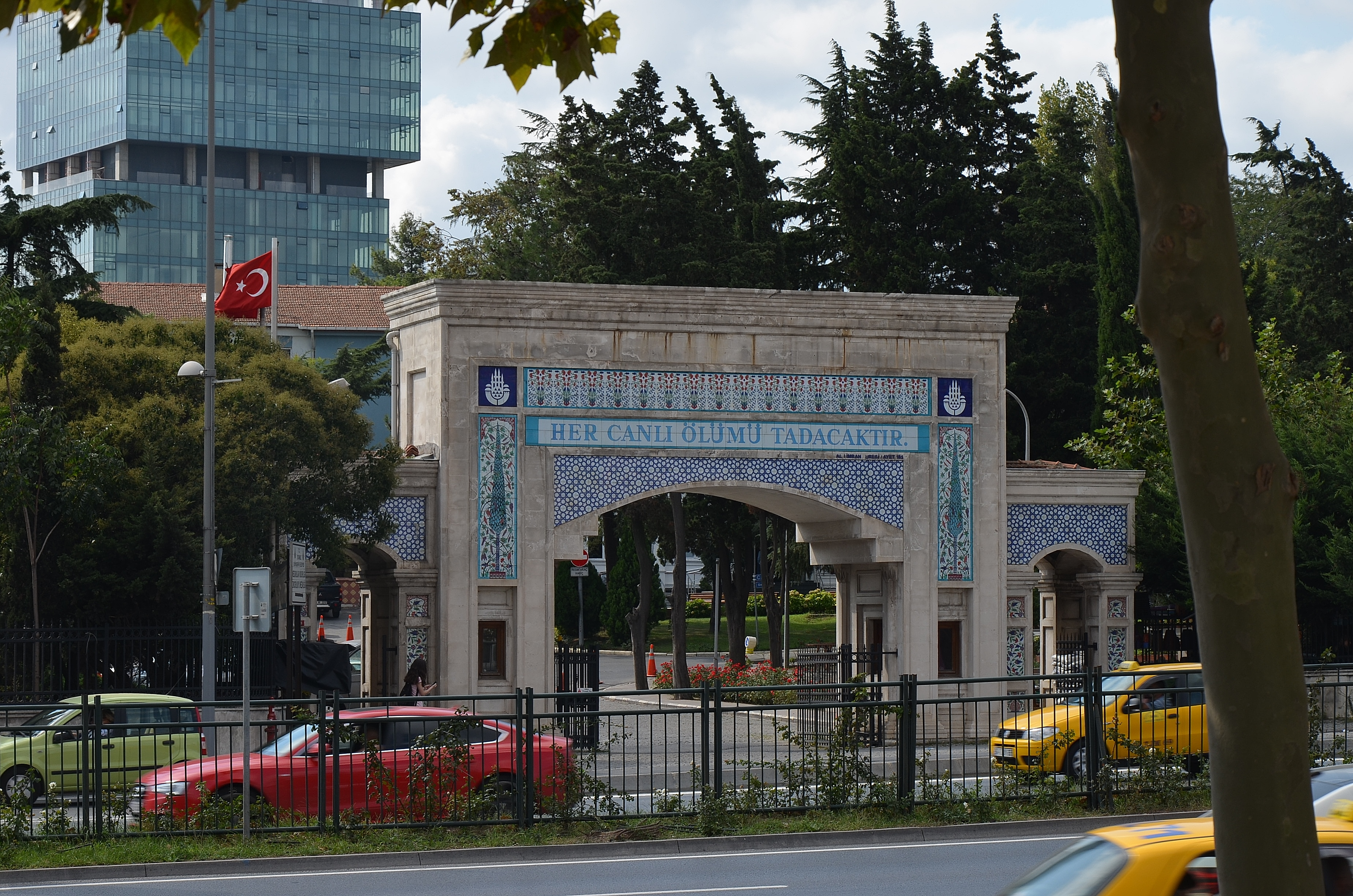
Головні ворота кладовища на бульварі Бюйюкдере в кварталі Зінджирлікую

Зінджирлікую (тур. Zincirlikuyu Mezarlığı) — кладовище в європейській частині Стамбулу, в однойменному кварталі району Шишлі, між Есентепе і Левентом. Входить до списку пам'яток Стамбула, але є чинним кладовищем, перебуває у віданні столичного муніципалітету.

## Опис і значення
Це перше кладовище Стамбула, створене за сучасним плануванням. Своїх теперішніх розмірів досягло до 1950 року. Воно займає площу 0,381 км2 або 94 акри, заповнене повністю, за винятком місць, зарезервованих для сімейних могил.
На кладовищі був розташований перший і єдиний у Туреччині крематорій, побудований на основі Загального закону про гігієну. Нині його зруйновано, оскільки не було попиту на користування, і на його місці зведено гараж кладовища та будівлю дирекції.
Частину кладовища вилучено 1973 року через будівництво дороги, що сполучає Етілер (проспект Нісбетіє) і проспект Бююкдере.
На території кладовища стоїть мечеть, побудована й подарована турецьким підприємцем Ібрагімом Бодуром. Її відкрито для служби 2 квітня 2004 року. Мечеть побудовано спеціально для відправ, вона вміщує до 500 осіб.
Попри наявність мечеті, кладовище є світським, і там поховані також члени немусульманських громад, люди інших віросповідань і атеїсти, які мають турецьке походження. Адміністрація кладовища розташована в будівлі біля входу.
За ворітьми кладовища сура з Корану гласить «Her canlı ölümü tadacaktır» — «Кожна душа спробує смерті» (сура «Аль-Імран» 3:185).